# Poly(succinate de butyle)
Le poly(succinate de butyle), parfois francisé par calque de l'anglais en poly(butylène succinate)  (PBS), est un polyester aliphatique biodégradable avec des propriétés similaires à celles des polyoléfines.
Applications : films, emballages, sacs.